# Dungarvan Harbour SPA
Dungarvan Harbour SPA este o arie protejată (arie de protecție specială avifaunistică — SPA) din Irlanda întinsă pe o suprafață de 2.221,44 ha, integral pe uscat.

## Localizare
Centrul sitului Dungarvan Harbour SPA este situat la coordonatele 52°04′25″N 7°35′32″W / 52.073607°N 7.592095°V.

## Înființare
Situl Dungarvan Harbour SPA a fost declarat arie de protecție specială avifaunistică în iulie 2019 pentru a proteja 24 de specii de animale.

## Biodiversitate
Situată în ecoregiunea atlantică, aria protejată nu include niciun habitat protejat.
La baza desemnării sitului se află mai multe specii protejate de  păsări (24): rață sulițar (Anas acuta), rață pitică (Anas crecca), rață fluierătoare (Anas penelope), pietruș (Arenaria interpres), Branta bernicla, Bucephala clangula, Calidris alba, fugaci de țărm (Calidris alpina), Calidris canutus, prundaș gulerat mare (Charadrius hiaticula), scoicar (Haematopus ostralegus), pescăruș negricios (Larus fuscus), sitar de mal nordic (Limosa lapponica), sitar de mâl (Limosa limosa), Mergus serrator, culic mare (Numenius arquata), cormoran mare (Phalacrocorax carbo), ploier auriu (Pluvialis apricaria), ploier argintiu (Pluvialis squatarola), corcodel mare (Podiceps cristatus), călifar alb (Tadorna tadorna), fluierar cu picioare verzi (Tringa nebularia), fluierarul cu picioare roșii (Tringa totanus), nagâț (Vanellus vanellus).
Pe lângă speciile protejate, pe teritoriul sitului au mai fost identificate 1 specie de plante, 1 specie de păsări.